# Ecphylus fascipennis
Ecphylus fascipennis är en stekelart som först beskrevs av William Harris Ashmead 1894.  Ecphylus fascipennis ingår i släktet Ecphylus och familjen bracksteklar. Inga underarter finns listade i Catalogue of Life.